# Vagrans egista
Vagrans egista är en fjärilsart som beskrevs av Pieter Cramer 1782. Vagrans egista ingår i släktet Vagrans och familjen praktfjärilar. Inga underarter finns listade i Catalogue of Life.

## Bildgalleri

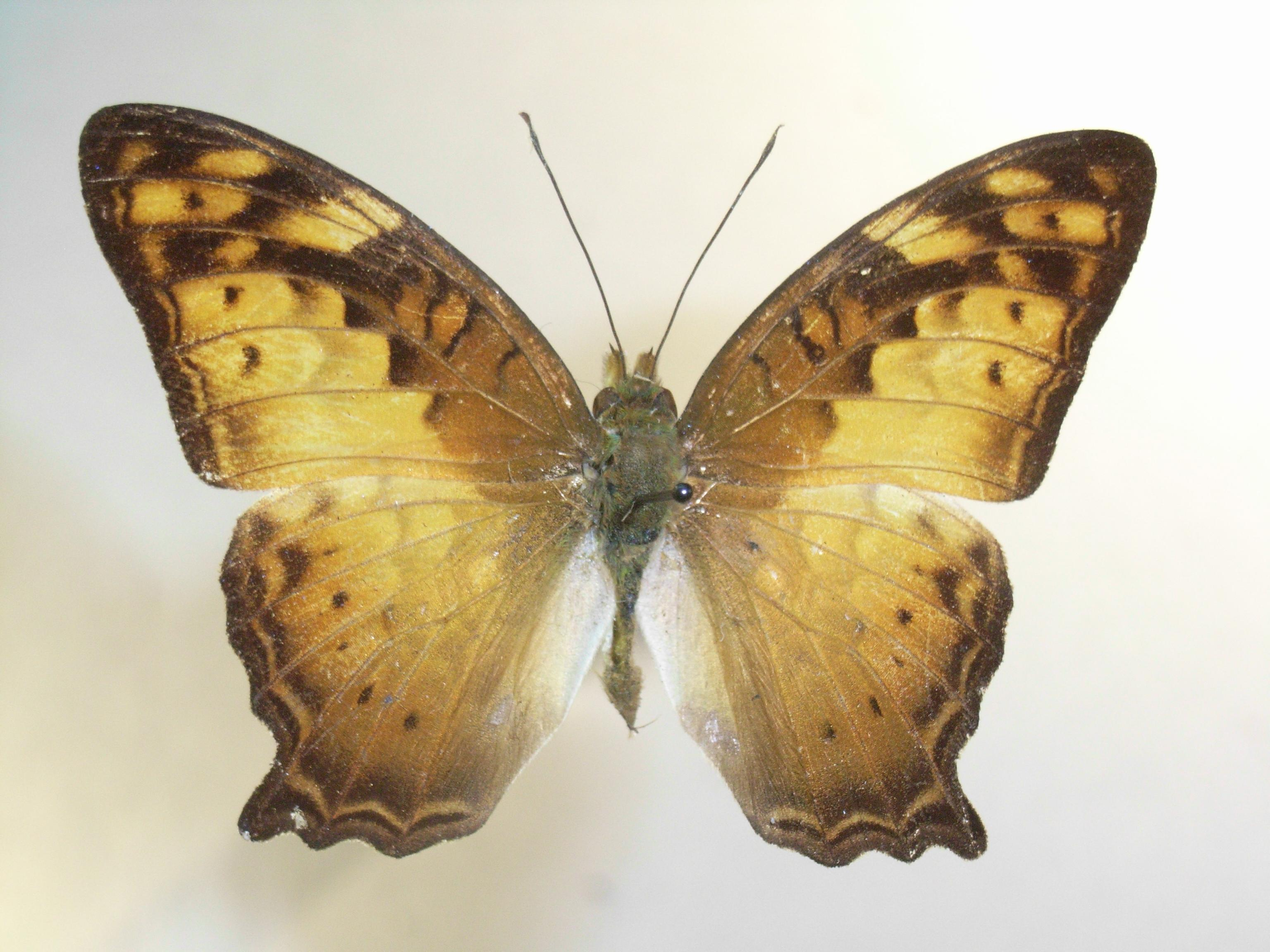
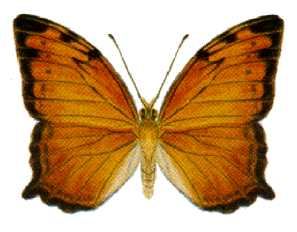
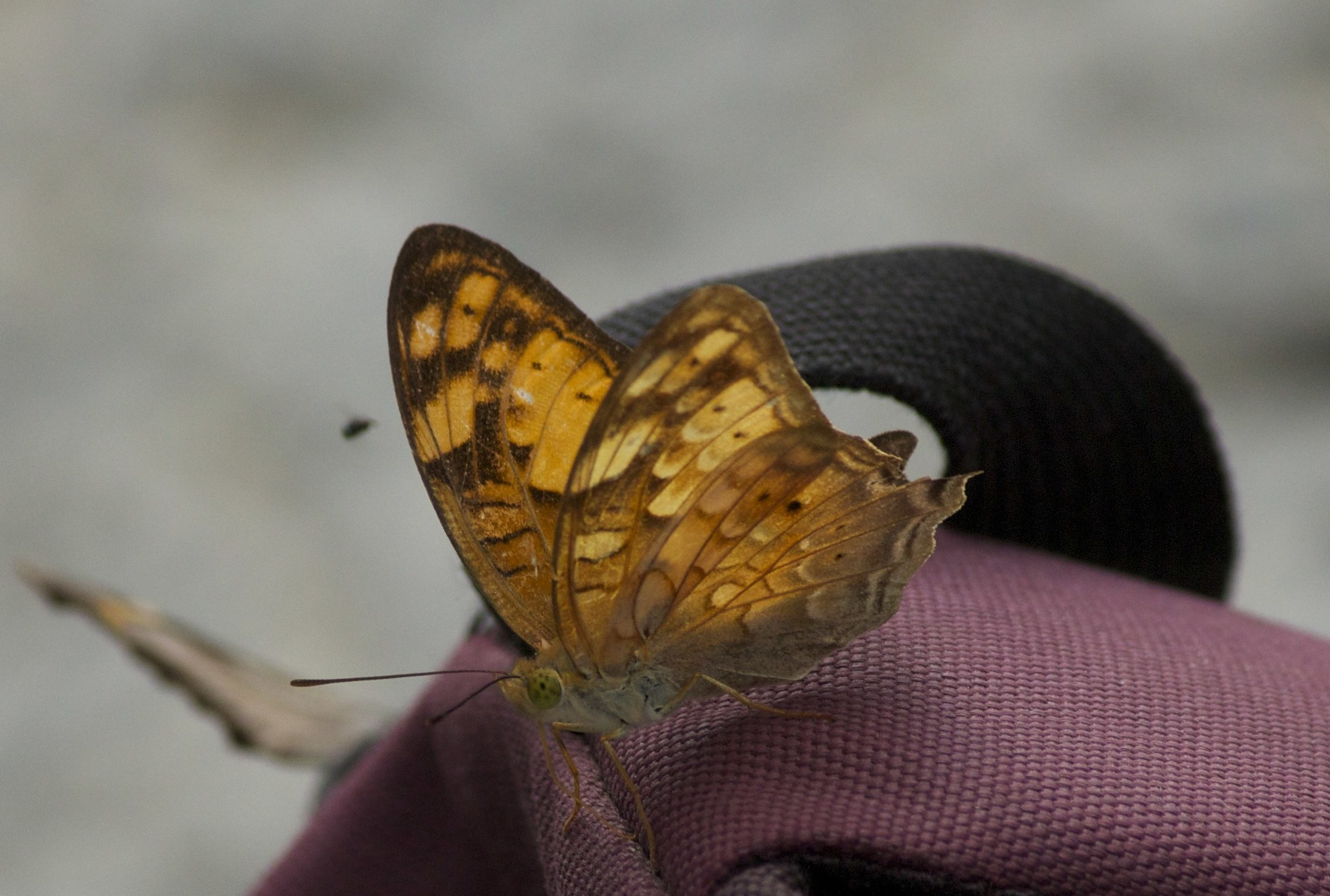
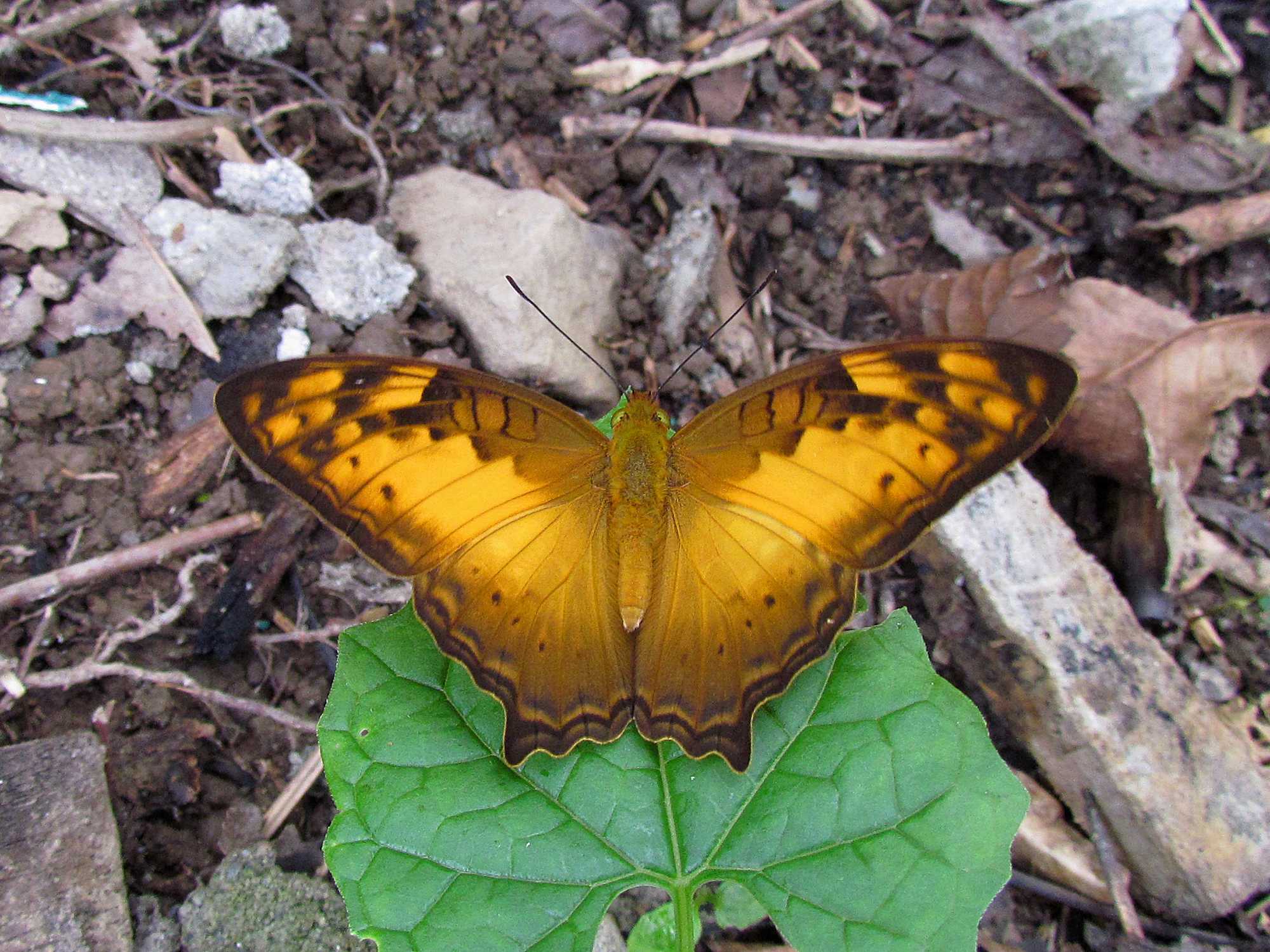